# Манастир (вилайет)
Монастирский вилайет, также Битольский вилайет (осман. ولايت مناستر, Vilâyet-i Manastır‎, болг. Битолски вилает, алб. Vilajeti i Manastirit, греч. Βιλαέτι του Μοναστηρίου) — балканская провинция Османской империи, созданная в 1864 году и просуществовавшая до Первой Балканской войны 1912 года, когда данная территория была разделена между Королевством Греция, Королевством Сербия и Княжеством Албания. Изначально в состав вилайета входили обширные территории Северной Албании, Центральной и Северной Македонии, а также Косова. В результате административных реформ от Монастирского вилайета отделились новообразованные Шкодерский (1867) и Косовский (1877) вилайеты.